# 尹禮 (正統進士)
尹禮（1403年—？），字內則，江西吉安府永新縣官籍，順天府涿州軍學生。明朝政治人物。

## 生平
正統六年（1441年）辛酉科順天府鄉試第九名。正統七年（1442年）壬戌科會試第十名，殿試登進士第三甲第三十九名。

## 家族
曾祖父尹佑卿。祖父尹慶宗。父亲尹子齊。